# Conchagua (gemeente)
Conchagua is een gemeente in het departement La Unión in El Salvador.
Ongeveer vijf kilometer naar het zuidoosten ligt de vulkaan Conchagua.